# Musikjahr 1924
Liste der Musikjahre

◄◄ | ◄ | 1920 | 1921 | 1922 | 1923 | Musikjahr 1924 | 1925 | 1926 | 1927 | 1928 | ► | ►►

Weitere Ereignisse · Country-Musik
Dieser Artikel behandelt das Musikjahr 1924.

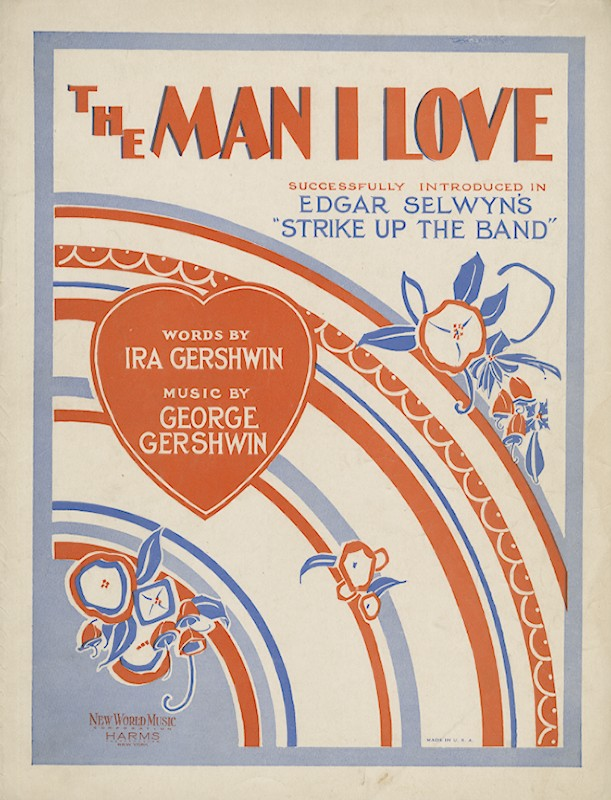
Deckblatt der Originalnoten von The Man I Love, komponiert von George Gershwin mit Texten von Ira Gershwin (1924)

## Ereignisse
- 01. Januar: Als zweite Spielstätte der Staatsoper Unter den Linden und unter dem Namen Oper am Königsplatz wird die Krolloper in Berlin mit den Meistersingern von Richard Wagner wieder eröffnet, Erich Kleiber dirigiert.
- 05. Februar: Die BBC sendet erstmals in ihrem Programm das Zeitzeichen.

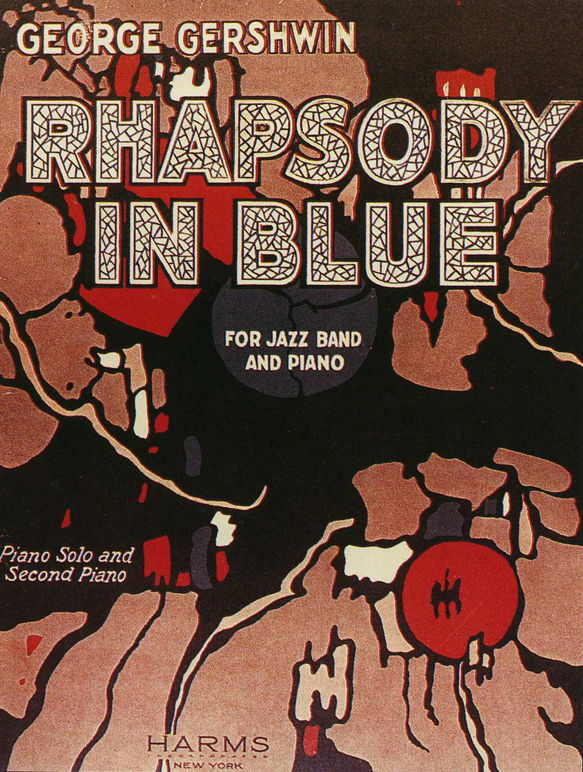
Rhapsody in Blue, Deckblatt der Originalnoten

- 12. Februar: Die Rhapsody in Blue von George Gershwin wird in der Aeolian Hall in Manhattan, New York, mit dem Komponisten am Klavier uraufgeführt. Das Experiment in Modern Music, der Versuch einer Verbindung von Jazz und Klassik, erhält sehr unterschiedliche Kritiken.
- März oder April: Ed Andrews macht die ersten kommerziell veröffentlichten Aufnahmen eines Country-Blues-Sängers.
- 04. März: Im Haus des Musikvereins findet der erste Ball der Wiener Philharmoniker statt.
- 01. April: Max Reinhardt übernimmt das neu eröffnete Wiener Theater in der Josefstadt.
- 08. April: In der Elberfelder Stadthalle tritt der heute als Wuppertaler Kurrende bekannte Knabenchor erstmals auf.
- 26. April: Kriemhilds Rache, der zweite Teil von Fritz Langs Monumentalfilm Die Nibelungen, wird im Berliner Ufa-Palast am Zoo uraufgeführt. Die Filmmusik stammt von dem Komponisten Gottfried Huppertz.
- 4. Mai – 27. Juli: Bei den VIII. Olympischen Sommerspielen in Paris werden fünf Kunstwettbewerbe in den Bereichen Baukunst, Literatur, Musik, Malerei sowie Bildhauerkunst ausgetragen. Die Preise für Musik werden allerdings nicht vergeben.
- Schlager des Jahres ist Warte, warte nur ein Weilchen von Walter und Willi Kollo.
- Im Londoner West End wird der Nachtclub Café de Paris eröffnet.
- Das Dubrovniker Sinfonieorchester wird gegründet.

### Instrumentalmusik

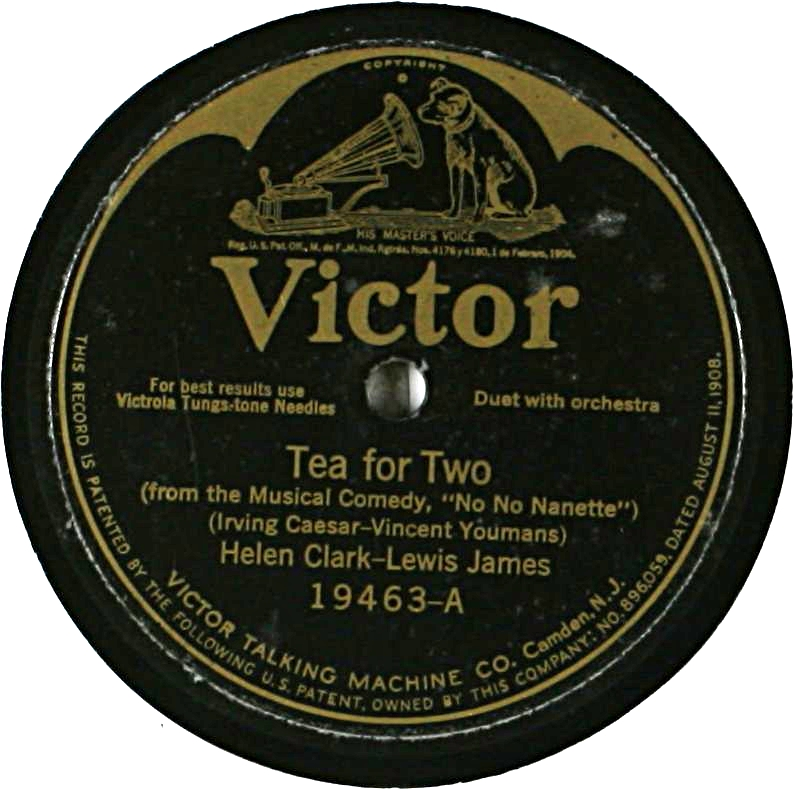
Tea for Two – erste Platten-Aufnahme vom Benson Orchestra of Chicago, aufgenommen am 28. August 1924 (Victor #19438)

- Eugen d’Albert: Aschenputtel Suite op. 33; Sinfonisches Vorspiel zu Tiefland op. 34
- Béla Bartók: Dorfszenen – Sammlung von fünf Werken für Singstimme und Klavier
- Amy Beach: Suite für zwei Klaviere über alte irische Melodien op. 104
- Anton Bruckner: erste vollständige Aufführung der Sinfonie in d-Moll (Nullter Sinfonie) am 12. Oktober.
- George Enescu: Klaviersonate Nr. 1 fis-Moll op. 24 Nr. 1
- Gabriel Fauré: Streichquartett e-Moll op. 121Eugen d’Albert: Aschenputtel Suite op. 33; Sinfonisches Vorspiel zu Tiefland op. 34
- Paul Graener: Das Lied der Kurischen Nehrung; Divertimento D-Dur, op. 67; Suite c-Moll op. 66; Quartett a-Moll op. 65.
- Gustav Holst: Chorsymphonie op. 41 für Sopran, Chor und Orchester
- Jaques Ibert: Escales für Orchester, Uraufführung am 6. Januar
- Erich Wolfgang Korngold: Drei Gesänge nach Gedichten von Hans Kaltneker, op. 18; Klavierkonzert für linke Hand allein Cis-Dur op. 17.
- Carl Nielsen: Zehn kleine dänische Lieder
- Maurice Ravel:  Tzigane, Rhapsodie für Violine und Luthéal, bzw. für Violine und Orchester.
- Ottorino Respighi: Pini di Roma, Sinfonische Dichtung Uraufführung 14. Dezember in Rom
- Jean Sibelius: Sinfonie Nr. 7 C-Dur op. 105; Uraufführung am 24. März in Stockholm unter der Leitung des Komponisten

### Vokalmusik
- Das Lied Dort in der Ferne, jenseits des Flusses wird von Nikolai Kool (Text) und Alexander Alexandrow (Musik) geschrieben.

### Musiktheater
- 28. Februar: Uraufführung der Operette Gräfin Mariza von Emmerich Kálmán im Theater an der Wien in Wien.
- 08. März: Uraufführung der Operette Clo-Clo von Franz Lehár im Wiener Bürgertheater.
- 27. März: Uraufführung der Oper Irrelohe von Franz Schreker in Köln.
- 15. April: Uraufführung der Operette Die tanzende Prinzessin von Walter Kollo an der Komischen Oper in Berlin.

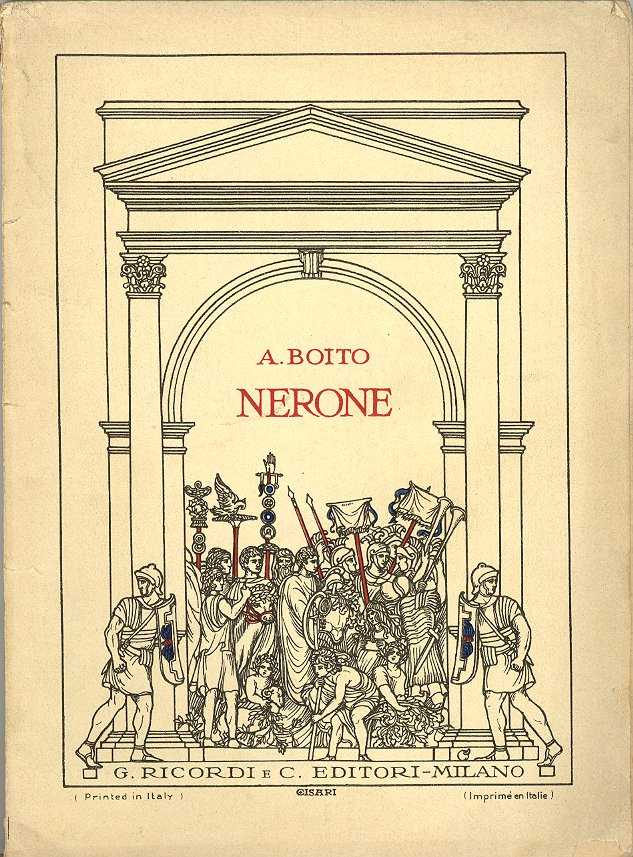
Arrigo Boito – Nerone – Deckblatt des Librettos

- 01. Mai: Uraufführung der Oper Nerone von Arrigo Boito (Musik und Libretto) im Teatro alla Scala in Mailand.
- 06. Juni: Uraufführung des musikalischen Monodramas Erwartung am Neuen Deutschen Theater in Prag.
- 13. Juni: In Basel wird das Oratorium Le Laudi di San Francesco d’Assisi von Hermann Suter uraufgeführt.
- 17. Juni: Uraufführung der Oper Abenteuer des Casanova von Volkmar Andreae in Dresden.
- 05. Juli: Uraufführung der Operette Die Frau ohne Kuß von Walter Kollo am Schillertheater in Berlin.
- 20. September: Das musikalische Festspiel Die Ruinen von Athen von Richard Strauss wird in Wien uraufgeführt.
- 04. November: Richard Strauss führt in Dresden erstmals die bürgerliche Komödie  Intermezzo auf.
- 11. November: Uraufführung der Oper Das Herz Ilsées von Rudolf Karel am Nationaltheater in Prag.
- 11. November: Uraufführung der Operette Die vertagte (Hochzeits)Nacht von Walter Kollo in Mainz.
- 15. November: An der Staatsoper München erfolgt die Uraufführung der Komödie Don Gil von den grünen Hosen von Walter Braunfels.
- 01. Dezember: Uraufführung des Musicals Lady, Be Good von George Gershwin (Musik) und Ira Gershwin (Liedtexte) am Liberty Theater in New York. Es ist die erste gemeinsame Arbeit der Gershwin-Brüder.
- 02. Dezember: Am Broadway hat die Operette The Student Prince in Heidelberg, die auf dem Schauspiel Alt-Heidelberg von Wilhelm Meyer-Förster basiert, Premiere.
- Deutschsprachige Uraufführung der Oper Andromède von Pierre Maurice auf ein Libretto seiner Ehefrau Madeleine Maurice in Basel.

Weitere Bühnenwerksuraufführungen
- Walter Kollo: Die vertauschte Frau (Operette)
- Ralph Vaughan Williams: Hugh the Drover, or Love in the Stocks (Oper)
- Richard Strauss: Schlagobers, (Ballett)
- Sergei Sergejewitsch Prokofjew: Trapeze, op. 39, Ballett in einem Akt (Musik verschollen)
- Ralph Benatzky: An alle (musikalische Revue)

## Gründungen
- Gramola – österreichische Plattenfirma mit Sitz in Wien

## Neuveröffentlichungen (Auswahl)

### Lieder und Kompositionen
| Lied                                    | Text         | Musik           | Erstinterpret         | Label     | Veröffentlichung | Genre     | Weitere Informationen                                 |
| --------------------------------------- | ------------ | --------------- | --------------------- | --------- | ---------------- | --------- | ----------------------------------------------------- |
| I Wonder What’s Become of Sally         | Jack Yellen  | Milton Ager     | Al Jolson             |           | 1924             | Jazz      |                                                       |
| It Had to Be You                        | Gus Kahn     | Isham Jones     | Isham Jones Orchestra | Brunswick | Juli 1924        | Jazz      |                                                       |
| The Man I Love                          | Ira Gershwin | George Gershwin |                       |           | 1. Dezember 1924 | Jazz, Pop |                                                       |
| The One I Love Belongs to Somebody Else | Gus Kahn     | Isham Jones     | Isham Jones Orchestra | Brunswick | März 1924        | Jazz, Pop |                                                       |
| Wilde Gesellen vom Sturmwind durchweht  |              |                 |                       |           | 1924             |           | Wurde erstmals um 1924 von Fritz Sotke veröffentlicht |

## Geboren

### Januar
- 01. Januar: Pino Rucher, italienischer Jazzgitarrist und Arrangeur († 1996)
- 04. Januar: Lily Greenham, österreichisch-britische Op-Art-Künstlerin, Performerin und Komponistin († 2001)
- 05. Januar: Shōtarō Moriyasu, japanischer Jazzpianist († 1955)
- 06. Januar: Earl Scruggs, US-amerikanischer Musiker († 2012)
- 07. Januar: Stanley Wolfe, US-amerikanischer Komponist und Musikpädagoge († 2009)
- 08. Januar: Norman Foster, US-amerikanischer Opernsänger, Schauspieler und Filmproduzent († 2000)
- 08. Januar: Robert Starer, österreichisch-amerikanischer Komponist und Pianist († 2001)
- 10. Januar: Germain Lefebrve, kanadischer Sänger, Chorleiter und Musikpädagoge († 2008)

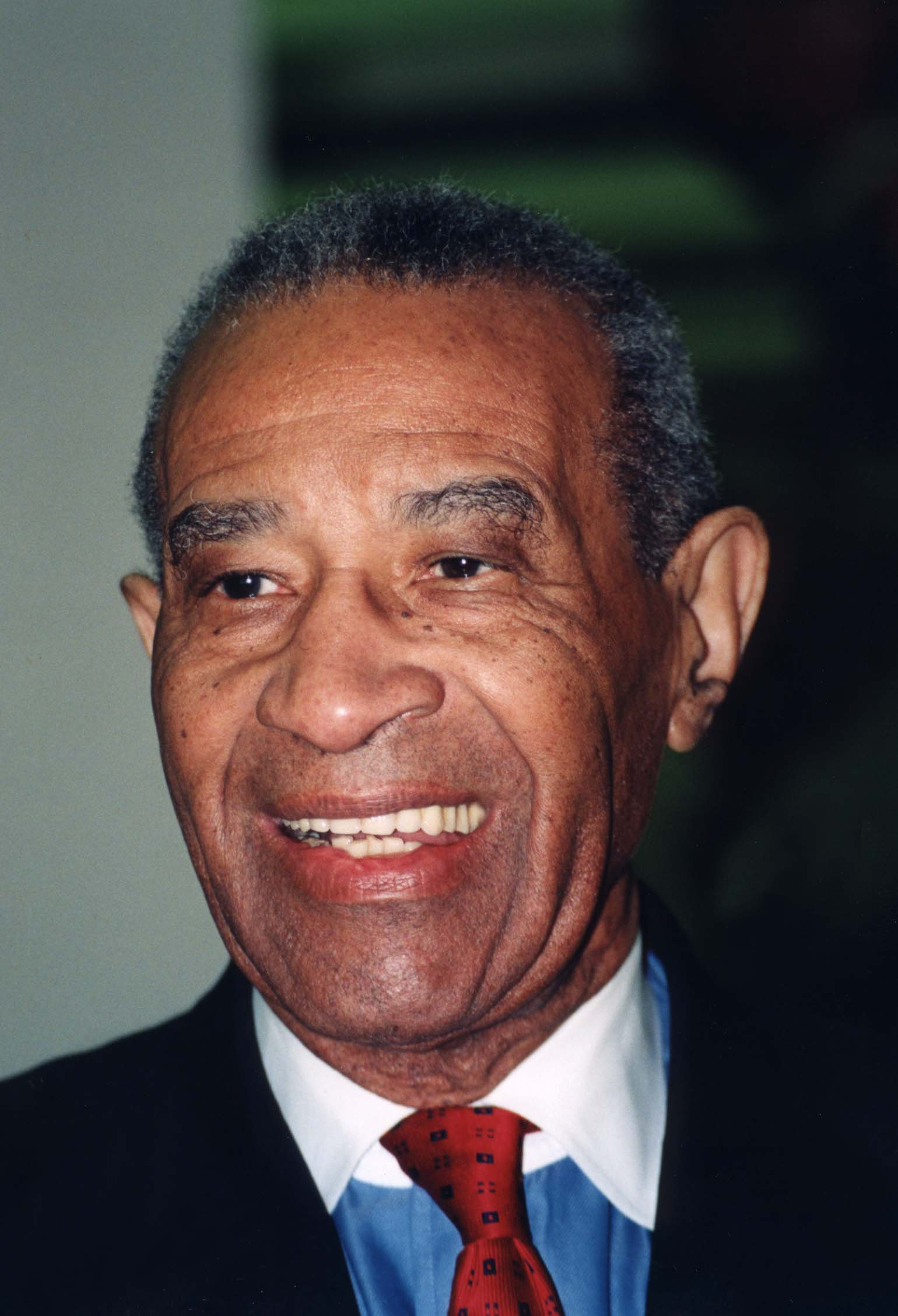
Max Roach; * 10. Januar

- 10. Januar: Max Roach, US-amerikanischer Jazz-Schlagzeuger und Komponist († 2007)
- 11. Januar: Slim Harpo, US-amerikanischer Blues-Musiker († 1970)
- 12. Januar: Nevit Kodallı, türkischer Komponist († 2009)
- 13. Januar: Ursula Aarburg, deutsche Musikwissenschaftlerin († 1967)
- 13. Januar: Irmgard Poppen, deutsche Cellistin († 1963)
- 14. Januar: Bruno Bělčík, tschechischer Geiger († 1990)
- 14. Januar: Jorge Casal, argentinischer Tangosänger und Schauspieler († 1996)
- 15. Januar: Georg Ratzinger, deutscher katholischer Geistlicher und Kirchenmusiker († 2020)
- 16. Januar: Katy Jurado, mexikanische Schauspielerin und Sängerin († 2002)
- 18. Januar: Hubert Deuringer, deutscher Orchesterleiter und Liedgutsammler († 2014)
- 18. Januar: Hermann Thieme, deutscher Komponist († 1991)
- 19. Januar: Jorge Durán, argentinischer Tangosänger († 1989)
- 20. Januar: Pierre Beaudet, kanadischer Pianist und Komponist
- 20. Januar: Valdo Sciammarella, argentinischer Komponist († 2014)
- 21. Januar: Şəfiqə Axundova, aserbaidschanische Komponistin († 2013)
- 22. Januar: J. J. Johnson, US-amerikanischer Jazzmusiker († 2001)
- 23. Januar: Carl-Ulrich Blecher, deutscher Liedtexter († 1977)
- 26. Januar: Alice Babs, schwedische Schlager- und Jazzsängerin († 2014)
- 26. Januar: Warren Benson, US-amerikanischer Komponist, Perkussionist und Musikpädagoge († 2005)
- 29. Januar: Celio González, kubanischer Sänger († 2004)

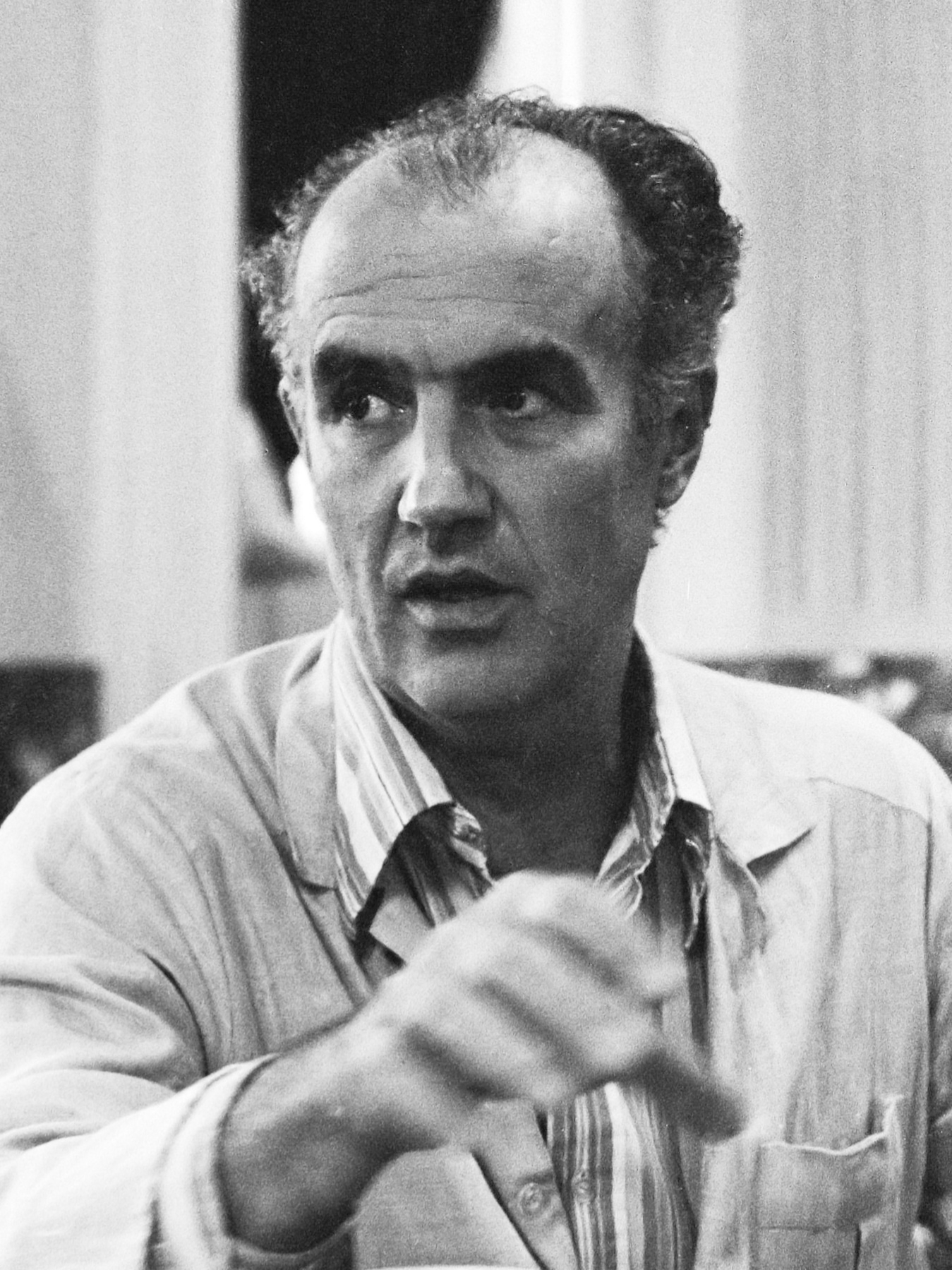
Luigi Nono; * 29. Januar

- 29. Januar: Luigi Nono, italienischer Komponist († 1990)
- 30. Januar: Chanifa Muchiddinowna Mawljanowa, sowjetische bzw. tadschikische Sopranistin und Musikpädagogin († 2010)

### Februar
- 02. Februar: Elfi von Dassanowsky, österreichische Sängerin, Pianistin und Filmproduzentin († 2007)
- 02. Februar: Johnny Hawksworth, britischer Jazzmusiker (Bassist, Komponist) († 2009)
- 02. Februar: Sonny Stitt, US-amerikanischer Saxophonist († 1982)

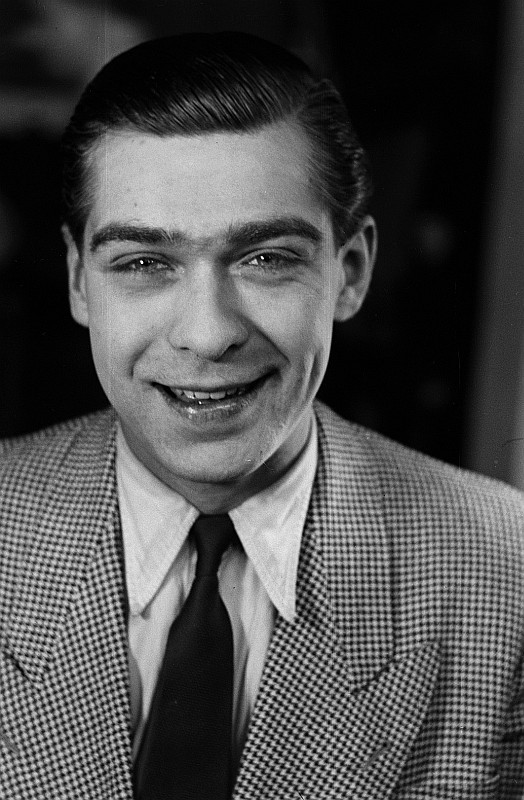
Bully Buhlan; * 3. Februar

- 03. Februar: Bully Buhlan, deutscher Jazz- und Schlagersänger, Pianist, Schlagerkomponist und Schauspieler († 1982)
- 06. Februar: Sammy Nestico, US-amerikanischer Jazzmusiker († 2021)
- 06. Februar: Argentina Santos, portugiesische Fado-Sängerin († 2019)
- 07. Februar: Olga Chorens, kubanische Sängerin († 2023)
- 10. Februar: Randy Van Horne, US-amerikanischer Jazz- und Unterhaltungsmusiker (Gesang, Komposition) und Chorleiter († 2007)
- 13. Februar: Iwan Mosgowenko, sowjetischer und russischer Klarinettist und Musikpädagoge († 2021)
- 14. Februar: Ralf Arnie, deutscher Komponist († 2003)
- 14. Februar: Argyris Kounadis, griechischer Komponist († 2011)
- 15. Februar: Jiří Šlitr, tschechischer Liedermacher, Komponist, Pianist, Sänger, Schauspieler, Zeichner und Graphiker († 1969)
- 17. Februar: Buddy Jones, US-amerikanischer Jazzbassist († 2000)
- 18. Februar: Phil Della Penna, US-amerikanischer Jazzmusiker (Piano, Arrangement) († 2024)
- 20. Februar: Greg Garrison, US-amerikanischer Produzent und Regisseur († 2005)
- 23. Februar: Lejaren Hiller, US-amerikanischer Komponist († 1994)
- 23. Februar: Richard Kittler, österreichischer Komponist und Pädagoge († 2009)
- 25. Februar: Norman Sherman, US-amerikanisch-kanadischer Fagottist, Musikpädagoge und Komponist († 2015)
- 26. Februar: Seymour Red Press, US-amerikanischer Jazzmusiker († 2022)
- 27. Februar: Heimo Erbse, deutscher Komponist und Opernregisseur († 2005)
- 28. Februar: Bubi Aderhold, deutscher Jazzmusiker († 2008)
- 28. Februar: Guarionex Aquino, dominikanischer Sänger († 2010)
- 28. Februar: Doris Stockhausen, deutsche Musikpädagogin († 2023)

### März
- 02. März: Papa Lightfoot, US-amerikanischer Bluessänger und Mundharmonikaspieler († 1971)
- 03. März: Lys Assia, Schweizer Sängerin und Schauspielerin († 2018)
- 05. März: Dave Burns, US-amerikanischer Jazzmusiker († 2009)
- 07. März: Hans Schicker, Geigenbauer in Freiburg († 2001)
- 08. März: Ursula Borsodi, ungarisch-deutsche Sängerin und Schauspielerin († 2001)
- 13. März: Meri Dawitaschwili, sowjetische und georgische Komponistin († 2014)
- 13. März: Dick Katz, US-amerikanischer Jazzmusiker und Musikproduzent († 2009)
- 17. März: Wolfgang Dallmann, deutscher Organist, Kirchenmusiker und Dozent († 2008)
- 17. März: Carl Little, kanadischer Pianist, Organist und Rundfunkproduzent († 2016)
- 18. März: Lubomír Dorůžka, tschechischer Musikwissenschaftler und -journalist († 2013)
- 18. März: Fred Gérard, französischer Jazz- und Unterhaltungsmusiker († 2012)
- 18. März: Vojislav Simić, serbischer Bigband-Leader, Arrangeur und Jazz-Komponist
- 21. März: Mario Bustos, argentinischer Tangosänger († 1980)
- 21. März: Hans Podehl, deutscher Jazzmusiker und Musikproduzent († 1979)
- 23. März: Wolodymyr Flys, ukrainisch-sowjetischer Komponist († 1987)
- 24. März: La Torcacita, mexikanische Sängerin und Schauspielerin († 1988)
- 27. März: Ottniell Jürissaar, estnischer Dichter und Musiker († 2014)

Sarah Vaughan; * 27. März

- 27. März: Sarah Vaughan, US-amerikanische Jazzsängerin († 1990)
- 28. März: Arlie Duff, US-amerikanischer Country-Musiker († 1996)
- 28. März: Claire Gagnier, kanadische Sopranistin († 2022)
- 30. März: Thilo Kalke, deutscher Musiker († 2018)
- 30. März: Milko Kelemen, kroatischer Komponist, Begründer der Zagreber Biennale († 2018)
- 31. März: Heinz Gietz, deutscher Komponist, Musikproduzent, Arrangeur und Liedtexter († 1989)

### April
- 01. April: Georges Barboteu, französischer Hornist († 2006)
- 01. April: Günther Becker, deutscher Komponist († 2007)
- 01. April: Robert Gerle, US-amerikanischer Geiger und Musikpädagoge ungarischer Herkunft († 2005)
- 03. April: Tino Contreras, mexikanischer Jazzmusiker († 2021)
- 03. April: Murray Dickie, schottischer Opernsänger und Regisseur († 1995)
- 03. April: Jacky June, belgischer Jazzmusiker († 2012)
- 04. April: Joseph Maximos Fahmé, syrisch-französischer Priester der melkitischen griechisch-katholischen Kirche und syrisch-französischer Kantor († 2025)
- 04. April: Victor Feldbrill, kanadischer Dirigent und Geiger († 2020)
- 06. April: Rewol Samuilowitsch Bunin, russischer Komponist († 1976)
- 06. April: Charlie Rouse, US-amerikanischer Jazzmusiker († 1988)
- 06. April: Dorothy Donegan, US-amerikanische Jazzpianistin († 1998)
- 07. April: Charles Reiner, kanadischer Pianist und Musikpädagoge († 2004)
- 08. April: Kumar Gandharva, indischer klassischer Sänger († 1992)
- 14. April: Shorty Rogers, US-amerikanischer Jazzmusiker († 1994)

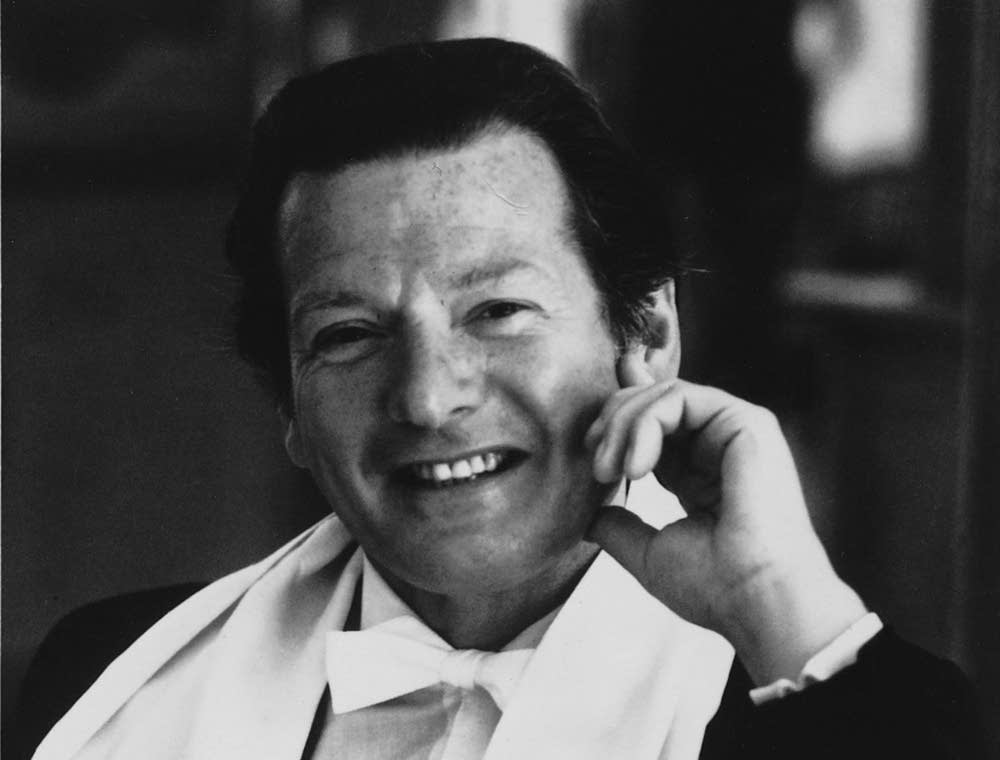
Sir Neville Marriner; * 15. April

- 15. April: Neville Marriner, britischer Dirigent und Geiger († 2016)
- 16. April: Henry Mancini, US-amerikanischer Komponist († 1994)
- 18. April: Clarence Gatemouth Brown, US-amerikanischer Blues-Gitarrist († 2005)
- 18. April: Zbigniew Śliwiński, polnischer Pianist und Musikpädagoge († 2003)
- 19. April: Kawasaki Masaru, japanischer Komponist und Professor († 2018)
- 19. April: Hertha Töpper, österreichische Altistin († 2020)
- 21. April: Clara Ward, US-amerikanische Gospelsängerin († 1973)
- 23. April: Bobby Rosengarden, US-amerikanischer Jazzschlagzeuger und Studiomusiker († 2007)
- 25. April: Erzsébet Szőnyi, ungarische Musikpädagogin und Komponistin († 2019)
- 28. April: Wolf Gabbe, deutscher Jazz- und Unterhaltungsmusiker
- 29. April: Paule Desjardins, französische Chansonsängerin († 2007)
- 29. April: Zizi Jeanmaire, französische Balletttänzerin († 2020)
- 30. April: Sheldon Harnick, US-amerikanischer Singer-Songwriter († 2023)

### Mai
- 02. Mai: Theodore Bikel, US-amerikanischer Folksänger und Schauspieler († 2015)
- 02. Mai: Alexei Murawljow, sowjetischer bzw. russisch-georgischer Komponist († 2023)
- 03. Mai: Virgilio Expósito, argentinischer Tangokomponist und Pianist († 1997)

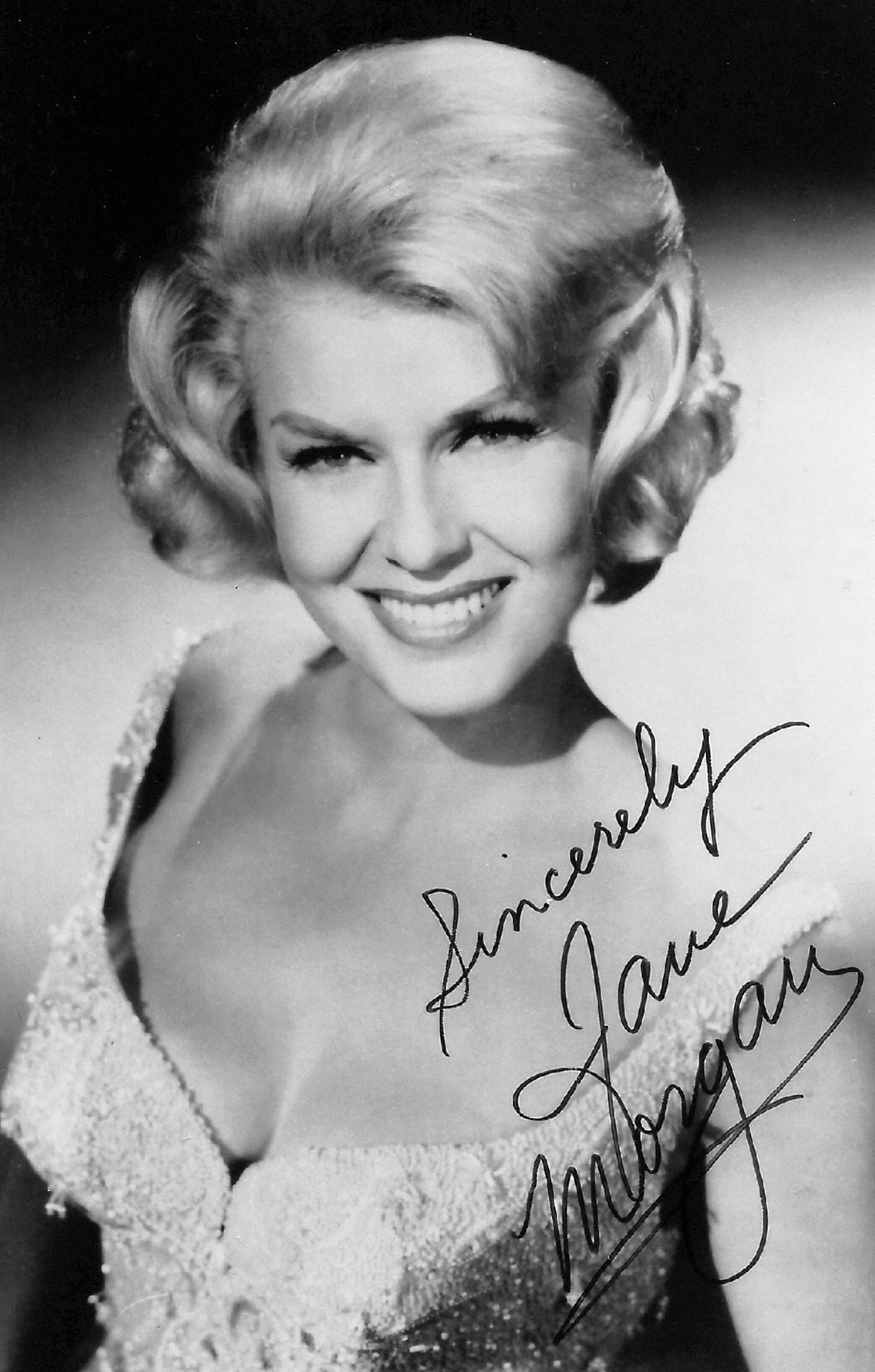
Jane Morgan; * 3. Mai

- 03. Mai: Jane Morgan, US-amerikanische Popsängerin († 2025)
- 04. Mai: Uwe Faerber, deutscher Musikwissenschaftler († 2017)
- 05. Mai: Theo Olof, niederländischer Violinist († 2012)
- 09. Mai: Bulat Okudschawa, russischer Dichter und Liedermacher († 1997)
- 11. Mai: Oscar Valdambrini, italienischer Jazzmusiker († 1997)
- 14. Mai: Coco Schumann, deutscher Jazz- und Unterhaltungsmusiker († 2018)
- 17. Mai: Gabriel Bacquier, französischer Opernsänger († 2020)
- 17. Mai: František Kovaříček, tschechischer Komponist und Musikpädagoge († 2003)
- 18. Mai: Samson François, französischer Pianist und Komponist († 1970)
- 18. Mai: Erich Kõlar, estnischer Dirigent († 2022)
- 20. Mai: Gérard Pochonet, französischer Jazzmusiker († 2020)
- 20. Mai: Françoise Renet, französische Organistin († 1995)
- 21. Mai: Robert Parris, US-amerikanischer Komponist und Musikpädagoge († 1999)

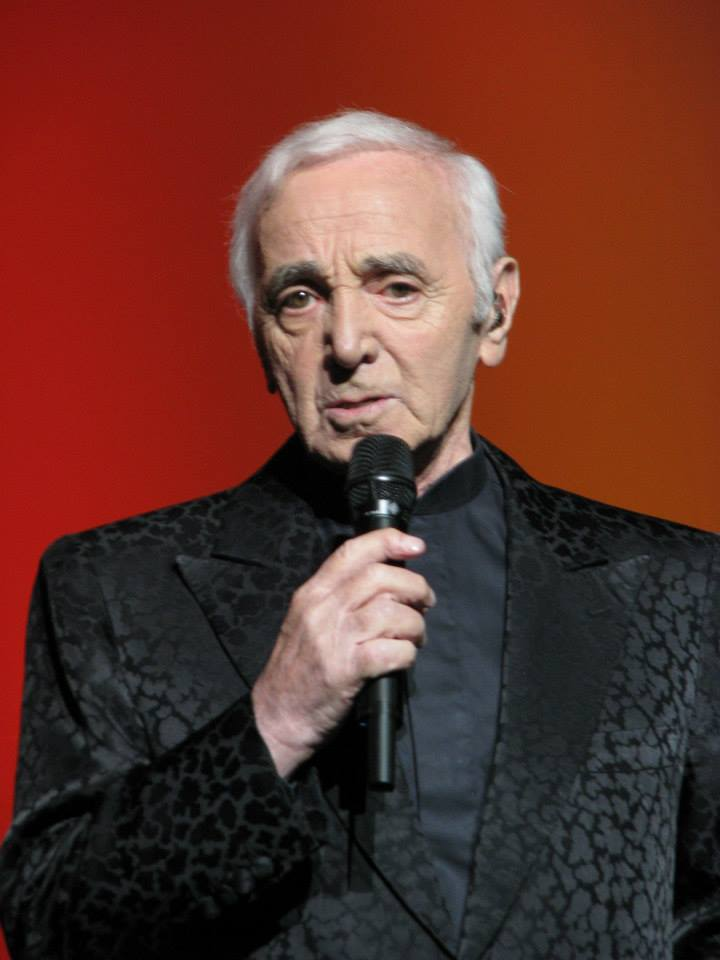
Charles Aznavour; * 22. Mai

- 22. Mai: Charles Aznavour, armenisch-französischer Chansonnier, Komponist, Liedtexter und Schauspieler († 2018)
- 22. Mai: Claude Ballif, französischer Komponist († 2004)
- 25. Mai: Marshall Allen, US-amerikanischer Saxophonist
- 28. Mai: Rudolf Hansen, österreichischer Jazzmusiker (Kontrabass) und Hochschullehrer († 2004)
- 31. Mai: Vanna Olivieri, französische Schlagersängerin und Schauspielerin († 2010)

### Juni
- 01. Juni: Hal McKusick, US-amerikanischer Jazzklarinettist und -saxophonist († 2012)
- 05. Juni: Alberto Beltrán, dominikanischer Sänger († 1997)
- 05. Juni: Jean Costa, französischer Organist († 2013)
- 06. Juni: Gil Cuppini, italienischer Jazzmusiker († 1996)
- 06. Juni: Jerry Gilgor, US-amerikanischer Jazz- und Unterhaltungsmusiker († 2007)
- 06. Juni: Serge Nigg, französischer Komponist († 2008)
- 08. Juni: Leni Alexander, chilenisch-deutsche Komponistin († 2005)
- 08. Juni: Rolf Schneebiegl, deutscher Musiker der volkstümlichen Musik († 2004)
- 16. Juni: Lucky Thompson, US-amerikanischer Saxophonist und Komponist († 2005)
- 17. Juni: Wolfgang Hein, deutscher Komponist, Organist und Kirchenmusiker († 1999)
- 18. Juni: Jimmy Cheatham, US-amerikanischer Jazzposaunist († 2007)
- 20. Juni: Chet Atkins, US-amerikanischer Country-Musiker und Schallplattenproduzent († 2001)
- 21. Juni: Wally Fawkes, britischer Jazzmusiker und Cartoonist († 2023)
- 24. Juni: Mario Hernández, puerto-ricanischer Musiker und Komponist († 2013)
- 24. Juni: Jacques Pelzer, belgischer Jazzmusiker († 1994)
- 24. Juni: John Quara, US-amerikanischer Jazzmusiker (Gitarre) († 2024)

### Juli
- 01. Juli: Ruth Olay, US-amerikanische Jazzsängerin († 2021)
- 03. Juli: Peter Sandloff, deutscher Komponist und Filmkomponist († 2009)
- 04. Juli: Libuše Domanínská, tschechoslowakische Opernsängerin († 2021)

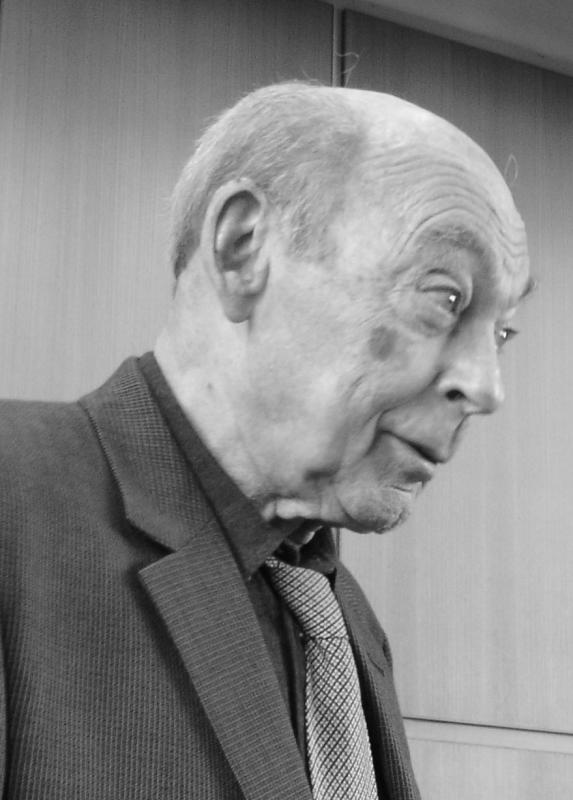
János Starker; * 5. Juli

- 05. Juli: János Starker, ungarisch-US-amerikanischer Cellist und Musikpädagoge († 2013)
- 06. Juli: Louie Bellson, US-amerikanischer Jazz-Schlagzeuger und Komponist († 2009)
- 07. Juli: Vlastimil Hála, tschechoslowakischer Jazz- und Unterhaltungsmusiker (Trompete, Komposition) und Kulturmanager († 1985)
- 07. Juli: Dieter Nowka, deutscher Komponist († 1998)

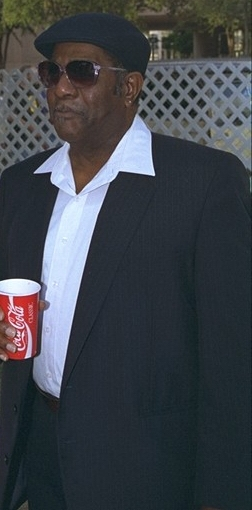
Johnnie Johnson; * 8. Juli

- 08. Juli: Johnnie Johnson, US-amerikanischer Musiker und Komponist († 2005)
- 09. Juli: Pierre Eugène Charles Cochereau, französischer Komponist, Organist und Musikpädagoge († 1984)
- 10. Juli: Major Holley, US-amerikanischer Jazzbassist († 1990)
- 13. Juli: Maria Koterbska, polnische Sängerin und Schauspielerin († 2021)
- 17. Juli: Françoise Adnet, französische Pianistin und Malerin († 2014)
- 19. Juli: Jacques Bodmer, spanisch-katalanischer Dirigent († 2014)
- 21. Juli: Anny Felbermayer, österreichische Lieder-, Oratorien- und Opernsängerin (lyrischer Sopran) († 2014)
- 22. Juli: Bill Perkins, US-amerikanischer Jazzsaxophonist und -flötist († 2003)
- 27. Juli: Otar Taktakischwili, georgischer Komponist († 1989)
- 31. Juli: Péter Bartók, US-amerikanischer Pianist und Toningenieur ungarischer Abstammung († 2020)

### August
- 01. August: Tally Brown, US-amerikanische Sängerin sowie Schauspielerin († 1989)
- 02. August: Joe Harnell, US-amerikanischer Jazz- und Unterhaltungsmusiker sowie Filmkomponist († 2005)
- 03. August: Connie Converse, US-amerikanische Singer-Songwriterin und Autorin († 1974)
- 03. August: Andrés Sandoval, venezolanischer Komponist († 2004)
- 06. August: Ella Jenkins, US-amerikanische Musikerin († 2024)
- 09. August: Oscar Ferrari, argentinischer Tangosänger und Autor († 2008)
- 12. August: Jorge Vidal, argentinischer Tangosänger und -komponist († 2010)
- 13. August: Sheldon Harris, US-amerikanischer Blues- und Jazzforscher († 2005)
- 16. August: Ralf Bendix, deutscher Schlagersänger († 2014)
- 18. August: Mario de Jesús Báez, dominikanischer Komponist und Musikverleger († 2008)
- 19. August: Helga Ettl, deutsche Musikpädagogin, Erziehungswissenschaftlerin, Hochschullehrerin († 2015)
- 22. August: Andrzej Markowski, polnischer Dirigent und Komponist († 1986)
- 24. August: Ofelia Ramón, venezolanische Sängerin († 2014)
- 24. August: Bob Thompson, US-amerikanischer Jazz- und Unterhaltungsmusiker (Arrangement, Komposition) und Orchesterleiter († 2013)
- 25. August: Allan Edwall, schwedischer Schauspieler, Autor, Regisseur und Musiker († 1997)
- 25. August: Pee Wee Lambert, US-amerikanischer Bluegrass-Musiker († 1965)
- 27. August: Maynie Sirén, finnlandschwedische Sängerin († 2003)
- 29. August: Guy Deplus, französischer Klarinettist und Musikpädagoge († 2020)
- 31. August: Klaus Hashagen, deutscher Komponist († 1998)

### September
- 01. September: Arda Mandikian, griechische Opern- und Konzertsängerin (Sopran) († 2009)
- 05. September: Vicente Grisolía, dominikanischer Pianist († 2011)
- 05. September: Krystyna Moszumańska-Nazar, polnische Komponistin († 2008)
- 08. September: Gracie Cole, britische Jazz- und Unterhaltungsmusikerin (Trompete) († 2006)
- 10. September: Otto Büchner, deutscher Geiger und Hochschullehrer († 2008)
- 11. September: Clyde Otis, US-amerikanischer Songwriter und Musikproduzent († 2008)
- 12. September: Johnny T. Talley, US-amerikanischer Country- und Rockabilly-Musiker
- 13. September: Maurice Jarre, französischer Komponist († 2009)
- 14. September: Iosif Conta, rumänischer Dirigent († 2006)
- 14. September: John Coveart, kanadischer Pianist und Musikpädagoge († 1987)
- 15. September: Bobby Short, US-amerikanischer Sänger und Pianist († 2005)
- 17. September: Jorge Caldara, argentinischer Bandoneonist, Bandleader und Tangokomponist († 1967)
- 17. September: Dorothy Morton, kanadische Pianistin und Musikpädagogin († 2008)
- 22. September: Alberto Podestá, argentinischer Tangosänger und -komponist († 2015)
- 27. September: Henny Frohwein, niederländischer Jazzmusiker und Bandleader († 2012)

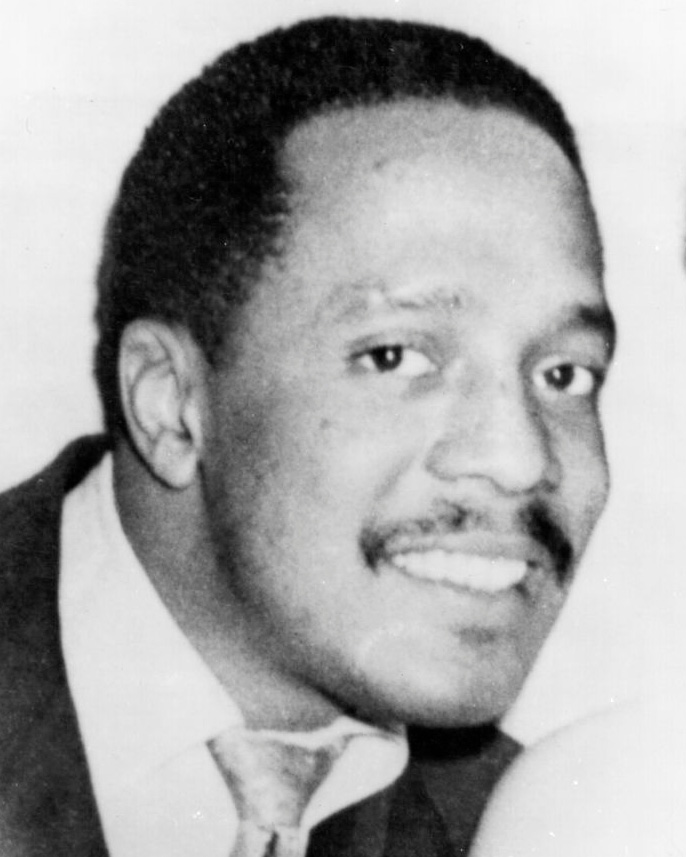
Bud Powell; * 27. September

- 27. September: Bud Powell, US-amerikanischer Jazz-Pianist († 1966)
- 28. September: Rudolf Barschai, russischer Dirigent und Violaspieler († 2010)

### Oktober
- 05. Oktober: Hal Landaker, US-amerikanischer Ton- und Kameratechniker († 2017)
- 11. Oktober: Dietrich Thoms, deutscher Schauspieler und Opernsänger († um 1984)
- 12. Oktober: Amiya Dasgupta, indischer Sitar- und Surbaharspieler, Komponist und Musikpädagoge († 1994)
- 12. Oktober: Mimis Plessas, griechischer Pianist und Komponist († 2024)
- 13. Oktober: Terry Gibbs, US-amerikanischer Jazz-Vibraphonist
- 17. Oktober: Lattie Moore, US-amerikanischer Country- und Rockabilly-Musiker († 2010)
- 17. Oktober: Rolando Panerai, italienischer Opernsänger, Bariton († 2019)
- 18. Oktober: Egil Hovland, norwegischer Komponist († 2013)
- 18. Oktober: Zenon Płoszaj, polnischer Geiger und Musikpädagoge († 2003)
- 20. Oktober: Peter Wallfisch, britischer Pianist († 1993)
- 25. Oktober: Earl C. Palmer, US-amerikanischer Rhythm-and-Blues- und Rock-’n’-Roll-Schlagzeuger († 2008)
- 26. Oktober: Johanna Martzy, ungarische klassische Geigerin († 1979)
- 28. Oktober: Alfonso Montecino, chilenischer Pianist, Komponist und Musikpädagoge († 2015)

### November
- 04. November: Maurice Roche, französischer Schriftsteller und Komponist († 1997)
- 06. November: Jeanette Baroness Lips von Lipstrill, österreichische Kunstpfeiferin († 2005)
- 08. November: Erwin Leister, deutscher Theaterschauspieler und Theaterregisseur
- 09. November: Bill Holcombe, US-amerikanischer Komponist und Flötist († 2010)
- 09. November: Hiroshi Kajiwara, japanischer Pianist und Musikpädagoge († 1989)
- 10. November: Ingeborg Wunder, deutsche Pianistin und Hochschullehrerin († 2023)
- 11. November: Claude Létourneau, kanadischer Geiger und Musikpädagoge († 2012)
- 14. November: Billy Jim Layton, US-amerikanischer Komponist († 2004)
- 15. November: Mike Raven, britischer Radio-DJ, Schauspieler, Bildhauer und Fotograf († 1997)
- 21. November: Herbert Rühl, deutscher Musikpädagoge († 2014)
- 25. November: Ğamāl Abd al-Rahīm, ägyptischer Komponist und Musikpädagoge († 1988)
- 25. November: Pablo Armitano, venezolanischer Trompeter, Militärkapellmeister und Musikpädagoge († 1998)
- 25. November: Paul Desmond, US-amerikanischer Saxophonist († 1977)

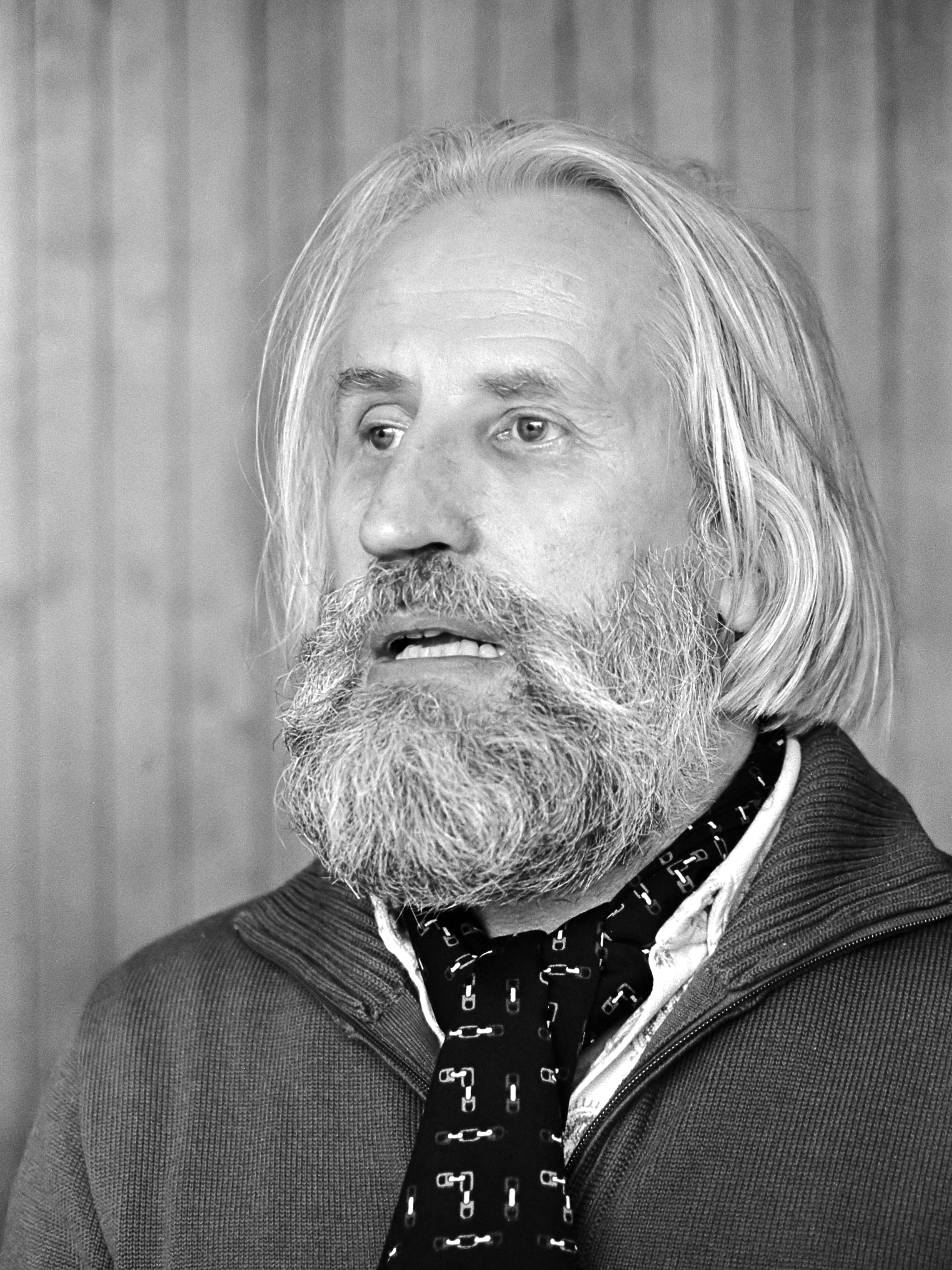
Klaus Huber; * 30. November

- 30. November: Klaus Huber, Schweizer Komponist († 2017)

### Dezember
- 03. Dezember: Friedrich-Heinrich Neumann, deutscher Musikwissenschaftler († 1959)
- 05. Dezember: Jean-Pierre Hurteau, kanadischer Opernsänger († 2009)
- 05. Dezember: Massimo Pradella, italienischer Dirigent († 2021)
- 06. Dezember: Harald Heckmann, deutscher Musikwissenschaftler († 2023)
- 07. Dezember: Boyd Bennett, US-amerikanischer Songwriter, Schlagzeuger und Rock-’n’-Roll-Sänger († 2002)
- 07. Dezember: Bent Fabric, dänischer Pianist und Komponist († 2020)
- 07. Dezember: Ernest Fleischmann, deutsch-amerikanischer Impresario und Geschäftsführer des Los Angeles Philharmonic († 2010)
- 09. Dezember: Alexei Lebedew, russischer Tubist und Komponist († 1993)
- 11. Dezember: Heinz Schenk, deutscher Showmaster und Schauspieler († 2014)
- 12. Dezember: Gerhard Krapf, deutsch-US-amerikanischer Organist, Komponist und Musikpädagoge († 2008)
- 14. Dezember: Linda Hopkins, US-amerikanische Blues- und Gospel-Sängerin († 2017)

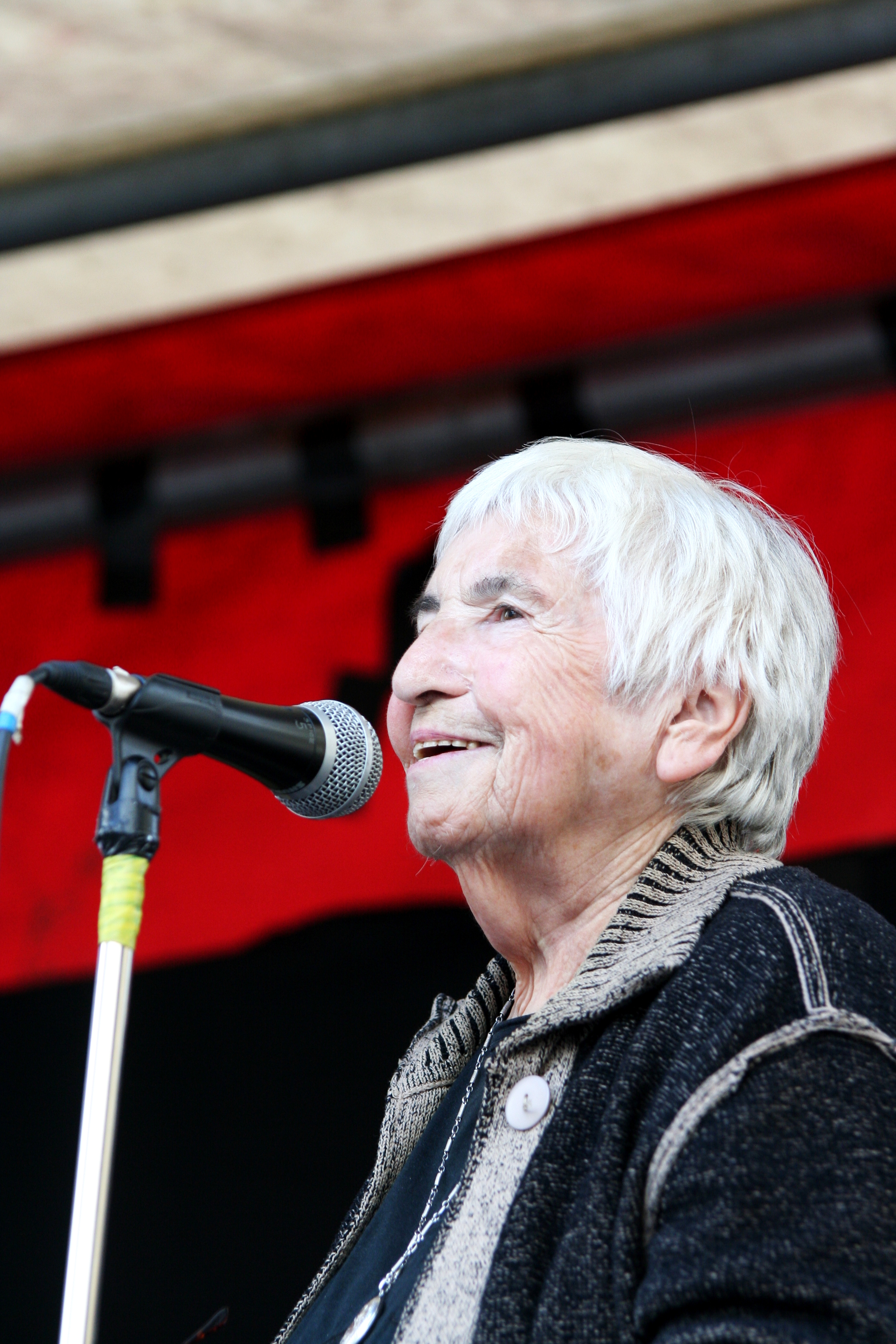
Esther Bejarano; * 15. Dezember

- 15. Dezember: Esther Bejarano, letzte Überlebende des Mädchenorchesters von Auschwitz († 2021)
- 15. Dezember: Wybe Buma, niederländischer Jazzmusiker († 1998)
- 15. Dezember: Günter Oppenheimer, deutscher Komponist, Pianist, Dirigent und Arrangeur († 2003)
- 16. Dezember: Mildred Miller, US-amerikanische Opernsängerin († 2023)
- 19. Dezember: Victor Fenigstein, Schweizer Komponist und Klavierpädagoge († 2022)
- 21. Dezember: Altamiro Carrilho, brasilianischer Komponist, Dirigent und Flötist († 2012)
- 22. Dezember: Frank Corsaro, US-amerikanischer Theater-, Opern- und Filmregisseur († 2017)
- 24. Dezember: Alois Schilliger, Schweizer Komponist, Kapellmeister und Klavierspieler († 2004)
- 28. Dezember: Uschi Werner-Fluss, Kölner Original und Sängerin († 2002)

### Genaues Geburtsdatum unbekannt
- Frank Chase, US-amerikanischer Jazzmusiker († 2007)
- Pierre Delin, französischer Jazzmusiker (Schlagzeug)
- René Langel, Schweizer Festivalgründer, Journalist, Jazzkritiker und Essayist († 2021)
- Fud Leclerc, belgischer Schlagersänger († 2010)
- Nicolae Neacșu, rumänischer Musiker († 2002)
- Dick Ruedebusch, US-amerikanischer Jazzmusiker († 1968)
- Ernie Smith, US-amerikanischer Jazz-Historiker, Sammler und Autor († 2004)
- Elias Tanenbaum, US-amerikanischer Komponist und Musikpädagoge († 2008)
- Ludmilla Ymeri, albanische Cellistin und Musikpädagogin tschechischer Herkunft († 2004)

## Gestorben

### Januar bis Juni
- 14. Januar: Géza Zichy, ungarischer Pianist und Komponist (* 1849)
- 01. Februar: Max Sannemann, deutscher Komponist und Musikpädagoge (* 1867)
- 02. Februar: Marija Dmitrijewna Kriwopolenowa, russische bzw. sowjetische Erzählerin und Sängerin (* 1843)
- 03. Februar: Richard Robert, österreichischer Pianist, Komponist, Musikkritiker und Musikpädagoge (* 1861)
- 12. Februar: Heinrich Ulrich, deutscher Glockengießer (* 1876)
- 17. Februar: Oskar Merikanto, finnischer Komponist (* 1868)
- 18. Februar: Victor Capoul, französischer Opernsänger (* 1839)
- 21. Februar: Salvatore Auteri-Manzocchi, italienischer Opernkomponist (* 1845)
- 23. Februar: Antonio Pasculli, italienischer Oboist (* 1842)
- 01. März: Gustav Helsted, dänischer Organist, Komponist und Musikpädagoge (* 1857)
- 01. März: Elizabeth Parsons, neuseeländische Sängerin (* 1846)
- 27. März: Walter Parratt, englischer Organist, Musikpädagoge, Kirchenmusiker und Komponist (* 1841)
- 28. März: Henry Heyman, US-amerikanischer Geiger und Musikpädagoge (* 1855)
- 29. März: Charles Villiers Stanford, irischer Komponist (* 1852)
- 01. April: Harold Jarvis, kanadischer Sänger (* 1864)
- 18. April: Carl Eitz, deutscher Akustiker und Musikpädagoge (* 1848)
- 26. April: Josef Labor, österreichischer Komponist und Pianist (* 1842)
- 06. Mai: Émile Wambach, belgischer Komponist und Musikpädagoge (* 1854)
- 12. Mai: Bertha Drechsler Adamson, englische Geigerin, Dirigentin und Musikpädagogin (* 1848)
- 12. Mai: Henri Maréchal, französischer Komponist (* 1842)
- 25. Mai: Theodore F. Morse, US-amerikanischer Komponist (* 1873)
- 11. Juni: Théodore Dubois, französischer Komponist (* 1837)
- 12. Juni: Frederico Nascimento, portugiesisch-brasilianischer Cellist und Musikpädagoge (* 1852)
- 17. Juni: Victor-Charles Mahillon, belgischer Musiker, Instrumentenbauer und Autor (* 1841)
- 23. Juni: Cecil James Sharp, britischer Musiker, Musikdozent, Chorleiter und Komponist (* 1859)
- 26. Juni: Walentina Semjonowna Serowa, russische bzw. sowjetische Komponistin und Musikkritikerin (* 1846)

### Juli bis Dezember
- 14. Juli: Franz Xaver Engelhart, deutscher katholischer Priester, Kirchenmusiker, Chorleiter und Komponist (* 1861)
- 14. Juli: Ivan Naraks, jugoslawischer Orgelbauer (* 1869)
- 27. Juli: Eugen Hildach, deutscher Sänger, Gesangslehrer und Komponist (* 1849)

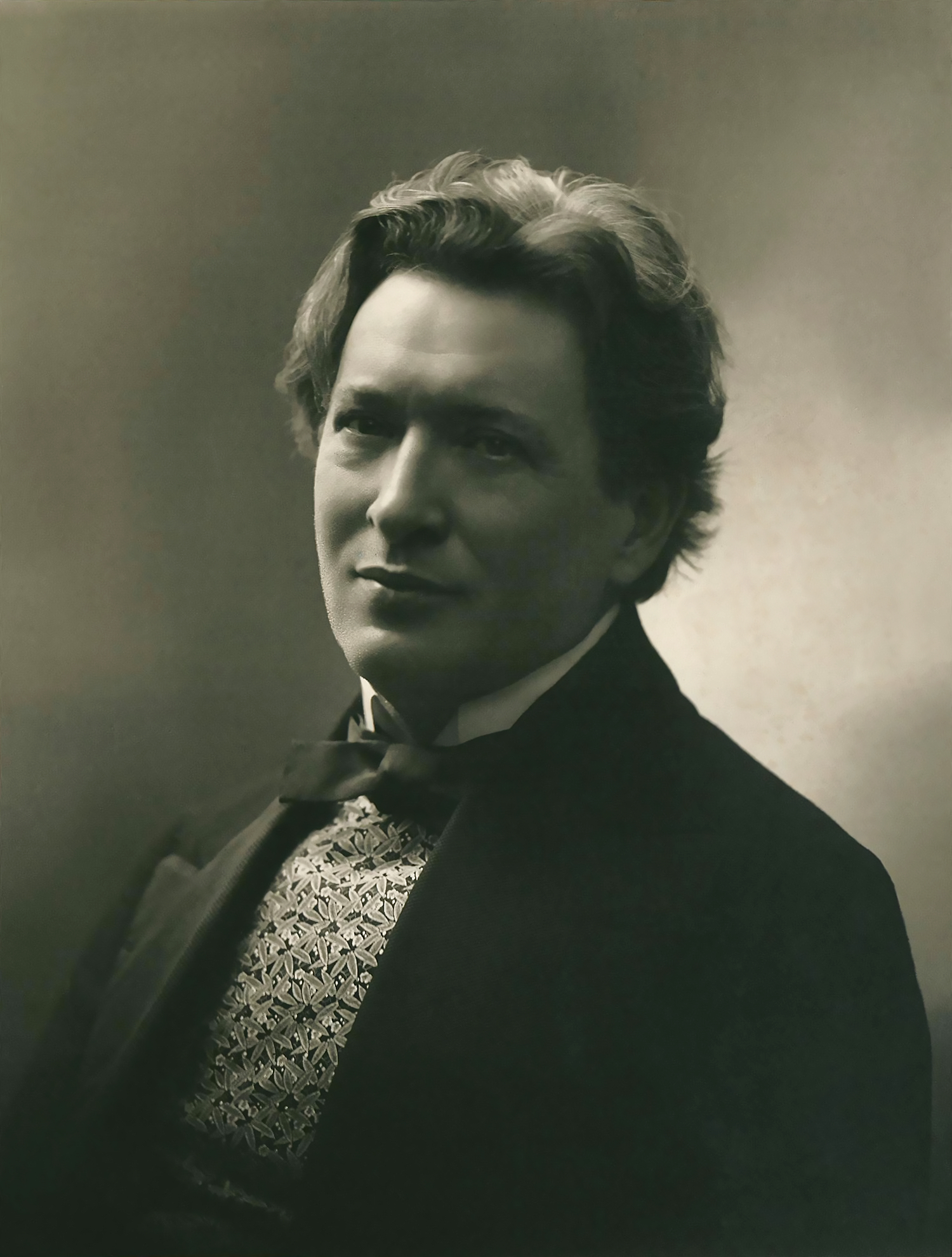
Ferruccio Busoni; † 27. Juli

- 27. Juli: Ferruccio Busoni, Pianist, Komponist, Dirigent und Musiklehrer (* 1866)
- 07. August: Camille Zeckwer, US-amerikanischer Komponist (* 1875)
- 13. August: Julián Aguirre, argentinischer Komponist, Pianist und Musikpädagoge (* 1868)
- 18. August: Laura Lemon, kanadische Komponistin und Pianistin (* 1866)
- 11. September: Mieczysław Surzyński, polnischer Organist und Komponist (* 1866)
- 13. September: Pekka Juhani Hannikainen, finnischer Komponist (* 1854)
- 29. September: Eduardo Arolas, argentinischer Tangokomponist, Bandoneonist und Bandleader (* 1892)
- 29. September: Willy Bardas, österreichischer Pianist und Musikpädagoge (* 1887)
- 05. Oktober: Vicente Greco, argentinischer Bandoneonist, Bandleader und Tangokomponist (* 1888)
- 13. Oktober: Percival J. Illsley, kanadischer Komponist, Organist, Chorleiter und Musikpädagoge (* 1865)
- 21. Oktober: Martin Marsick, belgischer Violinvirtuose und -lehrer (* 1847)
- 28. Oktober: Emanuel Chvála, tschechischer Komponist und Musikschriftsteller (* 1851)
- 29. Oktober: Ernst Stahl, deutscher Musiker, Komponist, Kantor und Dirigent (* 1846)

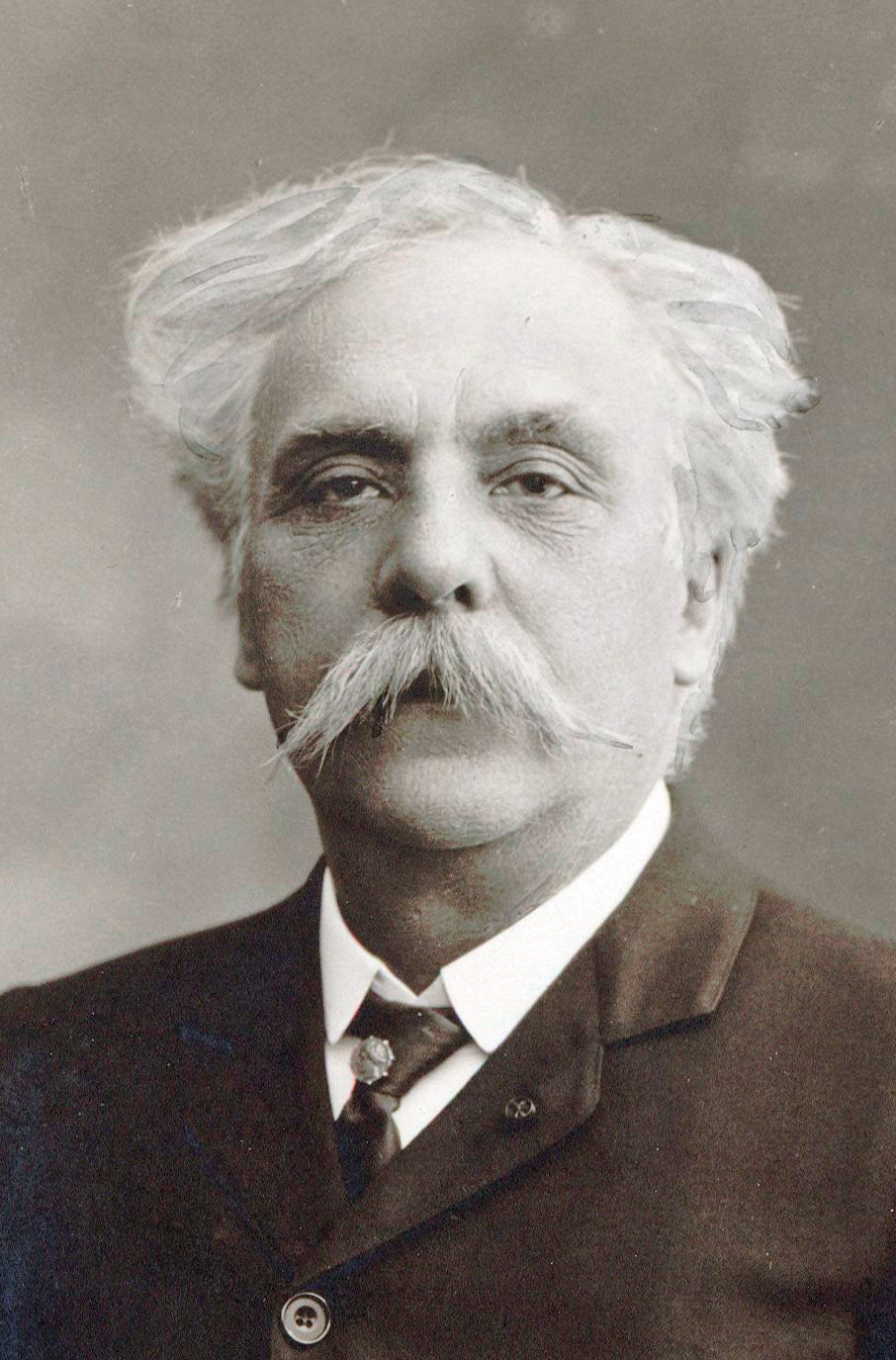
Gabriel Fauré; † 4. November

- 04. November: Gabriel Fauré, französischer Komponist (* 1845)
- 08. November: Sergei Ljapunow, russischer Komponist und Pianist (* 1859)
- 11. November: Wano Saradschischwili, georgischer und sowjetischer Opernsänger (* 1879)

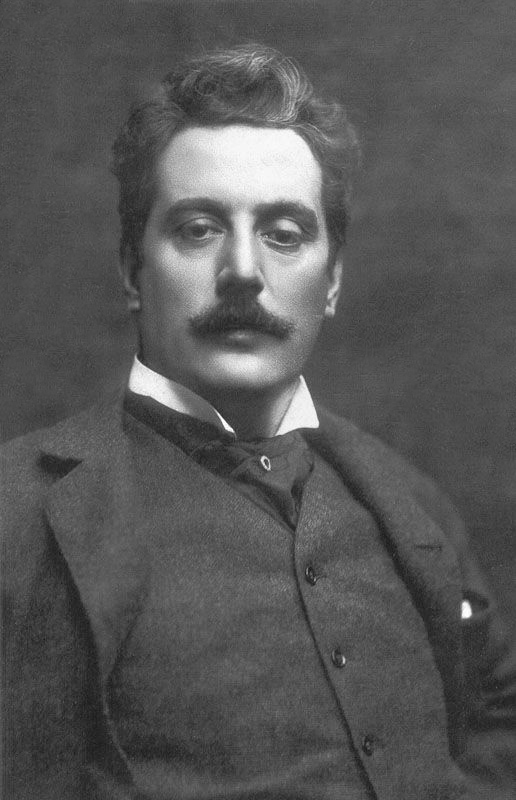
Giacomo Puccini; † 29. November

- 29. November: Giacomo Puccini, italienischer Komponist (* 1858)
- 29. November: Ernest Shand, englischer Gitarrist, Komponist und Schauspieler (* 1868)
- 02. Dezember: Emmy Achté, finnische Opernsängerin und Musikpädagogin (* 1850)
- 04. Dezember: Reinhold Becker, deutscher Komponist, Violinist und Chorleiter (* 1842)
- 07. Dezember: Rudolph Bergh, dänischer Komponist (* 1859)
- 08. Dezember: Xaver Scharwenka, polnisch-tschechischer Komponist und Pianist (* 1850)
- 09. Dezember: Iwan Iwanowitsch Kryschanowski, russischer Komponist (* 1867)
- 14. Dezember: Franciszek Słomkowski, polnischer Geiger, Dirigent, Musikpädagoge und Komponist (* 1849)
- 15. Dezember: Franz Friedrich Kohl, österreichischer Entomologe und Volksliedforscher (* 1851)

### Genaues Todesdatum unbekannt
- Oscar Martel, kanadischer Geiger, Musikpädagoge und Komponist (* 1848)
- Elvira Müller-Berghaus, deutsche Opernsängerin und Gesangspädagogin (* 1837)